# PlayStation VR
PlayStation VR (bekannt unter dem Codenamen Project Morpheus während der Entwicklung, offiziell als PS VR abgekürzt) ist ein Virtual-Reality-Headset, das von Sony Interactive Entertainment exklusiv für die PlayStation 4 entwickelt wurde und exklusive Spiele erhält, die mit keiner anderen Virtual-Reality-Brille spielbar sind. Die PlayStation VR ist ein Produkt der PlayStation-Marke.
Sie wurde im Rahmen der Game Developers Conference 2014 angekündigt. Sony gab auf der Game Developers Conference 2016 bekannt, dass die PlayStation VR im Oktober 2016 erscheinen wird.
Ein Nachfolgegerät kündigte Sony im Februar 2021 an. Das neue „VR-System“ solle jeden Aspekt verbessern und einen eigenen VR-Controller bieten. Die Veröffentlichung der PlayStation VR2 fand am 22. Februar 2022 statt.

## Überblick
Die PlayStation VR verfügt über ein 5,7 Zoll großes OLED-Panel mit einer Bildschirmauflösung von Full HD (1920 × 1080 Bildpunkte; dies entspricht einer Pixeldichte von 386 Pixeln pro Zoll (ppi)) und einer Bildwiederholrate von 120 Hz, die jedoch nicht bei jedem Spiel unterstützt werden. Das erste und Stand März 2017 einzige Spiel, welches die 120 Hz der PlayStation VR unterstützt, ist Korix. Die Verpackung der PS VR beinhaltet außerdem eine Prozessorbox, welche die Ausgabe auf ein Fernsehgerät, sowie die Bereitstellung von 3D-Audioeffekten durch eine 3,5 Millimeter Kopfhörer-Buchse ermöglicht. Das Headset verfügt außerdem über neun Positions-LEDs, um ein Tracking durch die PlayStation-Kamera in 360 Grad zu gewährleisten. Das System kostete bei Neuerscheinung ohne die benötigte PlayStation-Kamera 399,99 Euro. Später wurde die UVP auf 299,99 Euro gesenkt. Der offizielle Verkaufsstart war am 13. Oktober 2016. Bis zum 3. Dezember 2017 wurden über 2 Millionen Exemplare verkauft. Später wurden schließlich auch die 3 Millionen verkauften Exemplare geknackt. Bis zum 3. März 2019 wurden über 4,2 Millionen Geräte verkauft. Bis zum 31. Dezember 2019 konnte sich die PlayStation VR 5 Millionen Mal verkaufen. PlayStation-4-Pro-Nutzer profitieren bei der PlayStation VR je nach Spiel von höheren Sichtweiten und Auflösungen, stabileren Bildraten, besserer Kantenglättung und/oder anderen visuellen Features.

## Geschichte
Schon in den 1990ern zeigte Sony sein Interesse für Head-Mounted Displays und entwickelte 1997 den Glasstron. Im Jahre 2002 erschien das PUD-J5A. Es war nur über den Online-Shop Sonys in Japan erhältlich und vermutlich nie für den regulären Handel gedacht. Shuhei Yoshida stellte in der Game Developers Conference 2014 Project Morpheus vor. Laut ihm „wird die nächste Innovation der PlayStation die Zukunft der Videospiele maßgeblich beeinflussen“. Am 15. September 2015 kündigte Sony an, Project Morpheus endgültig in PlayStation VR umzubenennen.
Im Rahmen der gamescom 2016 konnten die Besucher das VR-Headset nicht nur am Stand von Sony, sondern auch bei zahlreichen weiteren Entwicklern und Publishern ausprobieren. PlayStation VR wurde außerdem mit einem Gamescom Award in der Kategorie Beste Hardware ausgezeichnet.
Auch wenn PlayStation VR vorrangig Hardware für den Gaming-Bereich darstellt, plant Sony anderweitige Software für das VR-Headset anzubieten. Im Oktober 2016 gab man bekannt, dass sowohl Sony Pictures Entertainment als auch Sony Music spezialisierte Teams besitzt bzw. gründet, die Virtual-Reality-Inhalte produzieren werden.
Mit der Veröffentlichung der PlayStation 5 im November 2020 wird noch kein Nachfolgemodell für die PlayStation VR erscheinen. Die PlayStation-VR-Brille wird aber auch mit der PlayStation 5 weiter nutzbar sein. Voraussetzung ist allerdings die PlayStation-4-Kamera mit einem Adapter für die PlayStation 5, da die HD-Kamera der PS5 nicht mit PlayStation VR kompatibel sein wird.

## Hardware

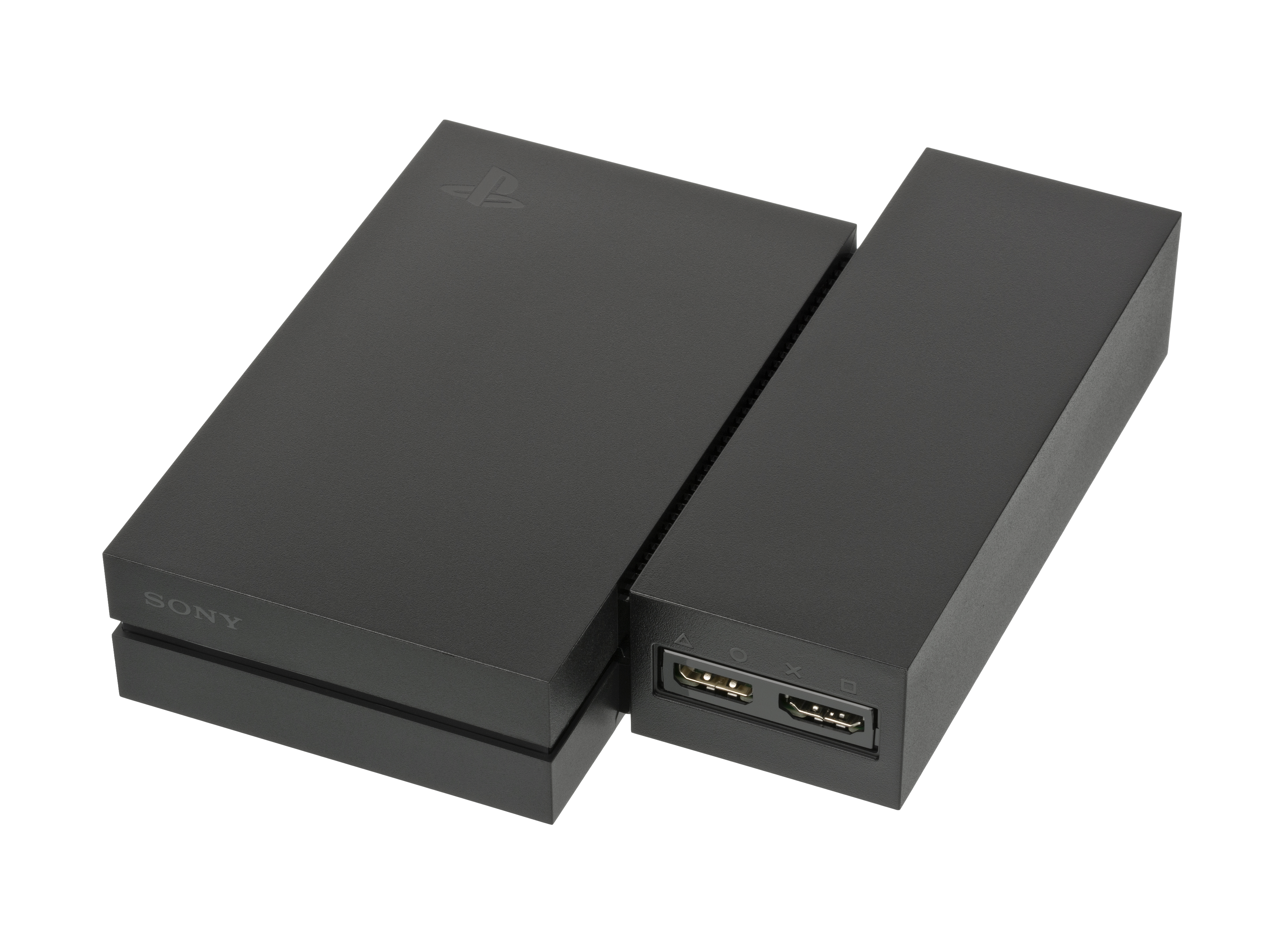
PlayStation VR Breakout Box

PlayStation VR wird über eine separate Hardware-Box (die Processing Unit) an die PlayStation 4 angeschlossen, welche für die eigentliche Grafikberechnung zuständig ist und das Bild per HDMI-Kabel an das TV-Gerät bzw. den Monitor ausgibt. Dies ist vor allem dann notwendig, wenn der Träger des Head-Mounted Displays mit jemandem spielen möchte, der kein VR-Gerät besitzt. Nur mit dieser zusätzlichen Anschluss-Box wird gewährleistet, dass PlayStation-VR-Nutzer und Gamecontroller-Nutzer eine möglichst hohe Spielqualität erfahren. Das Headset ist über ein weiteres Kabel mit der Hardware-Box verbunden. Am Kabel ist zusätzlich eine Fernbedienung zum Ein- und Ausschalten des Headsets angebracht, ebenso wird an dieser der Kopfhörer für die Audiosignale angeschlossen. Am Headset selbst befinden sich neun LEDs, über welche die an der Konsole angeschlossene PlayStation-Kamera die Kopfbewegungen des Spielers ermittelt.
Im Vergleich zu VR-Brillen am PC, wie zum Beispiel der HTC Vive oder Oculus Rift, besitzt die PlayStation VR eine geringere Auflösung. So bietet sie lediglich 960 × 1080 Bildpunkte pro Auge, während die beiden PC-Pendants jeweils 1080 × 1200 Pixel pro Auge liefern. Laut Sony soll die geringere Auflösung durch die bessere Display-Technik und die Bildwiederholungsfrequenz von 120 Hz jedoch kaum auffallen.
Bei der lokalen Multiplayer-Funktion können zwei Spieler gegeneinander spielen – einer am Fernsehgerät, der andere an der PlayStation VR. So kann der VR-Spieler zum Beispiel bei Monster Escape als Monster Jagd auf andere Spieler machen. Pro Playstation kann maximal eine PlayStation VR angeschlossen werden, weswegen die Spielerzahl in diesem Fall auf fünf begrenzt ist.
Aktuell bietet Sony für die PlayStation VR bereits mehr als zehn VR-taugliche Spiele an. Insgesamt sind bereits mehr als 60 VR-Spiele erhältlich. Aber auch ältere Spiele und Filme können im sogenannten Kino-Modus genutzt werden, bei dem die Inhalte quasi auf einer virtuellen Leinwand dargestellt werden. Zur besseren Steuerung können die von der PlayStation 3 bekannten Move-Controller sowie der speziell für PS VR entwickelte AIM-Controller verwendet werden.
Ende 2017 erschien in den USA und Japan eine überarbeitete Version der PlayStation VR, bei der das Headset und die Processing Unit geringfügig modifiziert wurden. Neben kleinen, kosmetischen Änderungen wurde die bislang fehlende Möglichkeit des HDR-Passthrough implementiert, womit HDR-Inhalte direkt über die Processing Unit an das TV-Gerät durchgeschleift werden können. Bis dahin hatte man bei HDR-fähigen Fernsehgeräten jedes Mal die Kabel umstecken und direkt am TV anschließen müssen, wenn entsprechende Inhalte über die PlayStation 4 wiedergegeben werden sollten.
Anfang 2018 erschien die überarbeitete Version auch in Europa. Gleichzeitig veröffentlichte Sony auch neue Bundles, die nun die PlayStation-Kamera, Stereo-Kopfhörer und, je nach Variante, auch ein oder mehrere Spiele enthalten.